# Arcidiecéze Liverpool
Arcidiecéze Liverpool je římskokatolická metropolitní arcidiecéze v Anglii, jejíž sídlo je v Liverpoolu, kde se nachází metropolitní katedrála Krista Krále. Zahrnuje teritorium části hrabství Lancashire a Ostrov Man. Arcidiecéze je centrem liverpoolské církevní provincie, kterou kromě ní tvoří dalších šest diecézí: diecéze Hexham and Newcastle se sídlem v Newcastle upon Tyne, diecéze Leeds, diecéze Salford, diecéze Middlesbrough, diecéze Lancaster, diecéze Hallam se sídlem v Sheffieldu. Od roku 2014 ji vede arcibiskup Malcolm McMahon O.P.

## Stručná historie
V roce 1840 vznikl apoštolský vikariát Distriktu Lancashire, roku 1850  byl povýšen na diecézi liverpoolskou v roce 1850, roku 1911 byla diecéze povýšena na metropolitní arcidiecézi. 